# Ernest Costa i Savoia
Ernest Costa i Savoia   (Bescanó, 1940) és un fotògraf i escriptor naturalista català, amb un fons de més de 400.000 imatges. Nascut a Bescanó, als dotze anys la família es va traslladar a Barcelona. Amb vint anys muntava materials audiovisuals per a les escoles a fi de divulgar entre els alumnes el missatge de país i identitat.
Ha publicat i col·laborat amb els diaris i revistes catalans: Avui, on va publicar 50 reportatges sobre espais poc coneguts dels països catalans, El Periódico de Catalunya, Descobrir Catalunya, El Temps, Presència, Compartir, Muntanya, les Garrotxes, les Alberes, i també amb els mitjans audiovisuals Catalunya Ràdio, on va col·laborar a El matí de Catalunya Radio amb Antoni Bassas, i TVE 2. Ha realitzat una trentena de muntatges audiovisuals i ha publicat el llibre Viatges amb els pastors transhumants i les guies A peu per la primavera i l'estiu: 26 passejades i excursions pels Països Catalans, i A peu per la tardor i hivern. També ha publicat Arbres monumentals, Les Gavarres, Mar i Terra, El Pla de l'Estany, El temps del carbó i Fontcoberta.
El 2004, va rebre el premi Trementinaire d'Honor; el 2008 li van atorgar el VII Premi Flama de la Llengua; el 2011, el premi Appec; i, el 2014, va rebre el premi Joaquim Codina que atorga la Fundació Valvi per la seva trajectòria en la preservació del patrimoni i del paisatge.
Casat amb Anna Bricha, el 2015 vivia a Melianta, Pla de l'Estany.